# Neuronema assamense
Neuronema assamense är en insektsart som beskrevs av Douglas E. Kimmins 1943. Neuronema assamense ingår i släktet Neuronema och familjen florsländor. Inga underarter finns listade i Catalogue of Life.